# 아이 러브 이태리
《아이 러브 이태리》는 대한민국의 텔레비전 드라마이다.

## 소개
하루아침에 14살 소년에서 25살 성인으로 커버린 남자와 매력적인 재벌집 상속녀의 100일간의 동화 같은 러브스토리 이야기.

## 출연자

### 주요 인물
- 박예진 : 이태리 역
- 김기범 : 황민수/금은동 역
- 양진우 : 최승재 역
- 주비 : 하순심 역

### 그 외 인물
- 임호 : 금산 역
- 소이 : 나홍실 역
- 장서원 : 황민국 역
- 유승연 : 미미 역
- 박하이 : 경아 역
- 염지영 : 큐레이터 역
- 최덕문 : 태리의 작은아버지 역
- 전양자 : 백수복 역
- 김용훈 : 문실장 역
- 우상전 : 파울로 역
- 장영남 : 오미자 역
- 안혜경 : 토크쇼MC 역

## 에피소드 목록
| 회차 | 방송일          |
| ---- | --------------- |
| E01  | 2012년 5월 28일 |
| E02  | 2012년 5월 29일 |
| E03  | 2012년 6월 4일  |
| E04  | 2012년 6월 5일  |
| E05  | 2012년 6월 11일 |
| E06  | 2012년 6월 12일 |
| E07  | 2012년 6월 18일 |
| E08  | 2012년 6월 19일 |
| E09  | 2012년 6월 25일 |
| E10  | 2012년 6월 26일 |
| E11  | 2012년 7월 2일  |
| E12  | 2012년 7월 3일  |
| E13  | 2012년 7월 9일  |
| E14  | 2012년 7월 10일 |
| E15  | 2012년 7월 16일 |
| E16  | 2012년 7월 17일 |